# Kis szörnyetegek
A Kis szörnyetegek (eredeti cím: Little Monsters) 2019-es koprodukciós zombis horror filmvígjáték, amelyet Abe Forsythe írt és rendezett. A főbb szerepekben Lupita Nyong’o, Alexander England, Josh Gad és Kat Stewart látható.
A film világpremierje 2019. január 27-én volt a Sundance Filmfesztiválon, az Egyesült Államokban 2019. október 8-án mutatta be a Neon. Magyarország a Telekom TV GO mutatta be 2020. szeptember 1-én. Általánosságban pozitív véleményeket kapott a kritikusoktól; sokan dicsérték a szereplők alakítását.

## Cselekmény
A sikertelen zenész Dave és barátnője, Sara összevesznek; kilenc év után megromlik a kapcsolatuk, és a férfi kiköltözik közös lakásukból. Amikor Dave nem PC-s játékokkal játszik vagy füvet szív, utcazenészként dolgozik elektromos gitárjával, amivel alig keres pénzt. Mivel anyagilag kiégett, összeköltözik Tess nevű nővérével és annak ötéves fiával, Felixszel. Felix szereti a traktorokat és allergiás a tejtermékekre. Amikor Dave másnap reggel elviszi Felixet az óvodába, megismerkedik Miss Caroline óvónővel, és vonzódni kezd hozzá. Dave, hogy Miss Caroline közelében lehessen, örömmel helyettesít egy anyukát, aki lemondja a közelgő kirándulást egy farmra.
Miközben a farmra tartanak, egy katonai bázis tagjai észreveszik, hogy a bebörtönzött zombik kitörtek a cellájukból, megtámadnak néhány katonát, és elmenekülnek a katonai bázisról. A farmon Teddy McGiggle, a gyermektévé sztárja éppen legújabb műsorát forgatja, miközben a zombik egyenesen a farm felé tartanak. Dave megtudja Miss Caroline-tól, hogy eljegyezték, amire dühösen reagál. Egy ezt követő traktortúrán az osztályt megtámadják a zombik, és megpróbálnak elmenekülni, de az egész farmot elárasztották már a zombik, ezért megpróbálnak visszamenekülni a buszhoz, de azt is ellepték. A csoport egy ajándékboltban próbál menedéket találni, de Teddy McGiggle elbarikádozta magát, és nem engedi be őket. Dave betör a boltba a tetőről, megveri Teddyt, és beengedi a csoportot. Felix allergiás rohamot kap, miután Dave véletlenül tejtermékeket tartalmazó chipset ad neki.
Miután sikertelenül próbálták beadni Felixnek az epinefrint, Miss Caroline megpróbálja visszaszerezni az epinefrint Felix hátizsákjából, amelyet a traktorban hagytak. Sikerül visszatalálnia, amikor Teddy megpróbál jelezni egy katonai helikopternek. A férfi véletlenül leesik a tetőről, majd Dave megmenti, akinek Teddy elárulja; az igazi neve Nathan, és hogy alkoholista szexfüggő, aki szeret egyedülálló anyukákkal szexelni. Aznap este, amíg Teddy és a gyerekek alszanak, Dave elmondja Miss Caroline-nak, hogy kiskorában az apja elhagyta őt, és a nővére gondoskodott róla. Miss Caroline elmondja, a vőlegénye megcsalta őt, és csak azért viseli a gyűrűt, hogy távol tartsa az egyedülálló apukákat. Másnap a hadsereg bombázni készül az ajándékboltot, Teddy és Dave megpróbálják megszerezni a McGiggle-mobilt, de Teddy elárulja őket, mielőtt egy zombi felfalná a kocsiban. Felix a traktorral Dave segítségére siet, és mindketten megmentik a csoport többi tagját. Dave és Miss Caroline megcsókolják egymást, ami után őket és a gyerekeket sugárvédelmi ruhás férfiak elviszik, és 48 órára karanténba zárják őket, hogy megakadályozzák a fertőzést.

## Szereplők
| Szerep                            | Színész           | Magyar hang    |
| --------------------------------- | ----------------- | -------------- |
| Miss Audrey Caroline              | Lupita Nyong’o    | Roatis Andrea  |
| David "Dave" Anderson             | Alexander England | Szabó Máté     |
| Teddy McGiggle / Nathan Schneider | Josh Gad          | Kapácsy Miklós |
| Tess                              | Kat Stewart       | Törtei Tünde   |
| Felix                             | Diesel La Torraca | Bősz Mirkó     |
| Beth                              | Ava Caryofyllis   | Nagy Mira      |
| Sara                              | Nadia Townsend    | Molnár Ilona   |
| tábornok                          | Marshall Napier   | Bartók László  |

### Magyar változat
- Főcím: Korbuly Péter
- Magyar szöveg: Hraskó Katalin
- Hangmérnök és vágó: Csaba Tamás
- Gyártásvezető: Nagy Anna
- Szinkronrendező: Csorba Éva
- Produkciós vezető: Csaba László

A szinkront a Syncton Stúdió készítette el.

## A film készítése
2017 októberében jelentették be, hogy Lupita Nyong’o és Josh Gad csatlakozott a film szereplőgárdájához, Abe Forsythe pedig az általa írt forgatókönyv alapján rendezett. A film producerei Keith Calder, Jess Calder és Bruna Papandrea voltak, a Snoot Entertainment és a Made Up Stories égisze alatt. A filmet a Screen Australia finanszírozta és gyártotta, és Sydneyben forgatták.

## Bemutató
A film világpremierje a Sundance Filmfesztiválon volt 2019. január 27-én. Nem sokkal később a Neon és a Hulu megvásárolta a film forgalmazási jogait. A Kis szörnyetegek az Egyesült Államokban korlátozott számban 2019. október 8-án mutatták be a mozikban, majd 2019. október 11-én a Hulu digitális streaming csatornán is megjelent. A filmet Ausztráliában korlátozott számban 2019. október 31-én mutatta be a Universal Pictures Australia, majd három héttel később digitálisan is megjelent különböző platformokon. Az Egyesült Királyságban 2019. november 15-én jelent meg.